# The Blood of the Poor
The Blood of the Poor è un cortometraggio muto del 1912 diretto da Ulysses Davis. Prodotto dalla Champion Film Company di Mark M. Dintenfass, il film fu interpretato da Ilean Hume, un'attrice canadese qui al suo esordio cinematografico.

## Produzione
Il film fu prodotto dalla Champion Film Company, una compagnia indipendente che Dintenfass aveva fondato nel 1909, stabilendone gli studi a Fort Lee, nel New Jersey.

## Distribuzione
Distribuito dalla Motion Picture Distributors and Sales Company, il film - un cortometraggio di una bobina - uscì nelle sale cinematografiche USA il 1º gennaio 1912.